# Горіхи-екзоти
Горіхи-екзоти — ботанічна пам'ятка природи місцевого значення. Розташована на території Носовецької сільської ради Гайсинського району Вінницької області (Ситковецьке лісництво, кв.40 діл. 17) поблизу смт Ситківці. Оголошена відповідно до рішення Вінницького облвиконкому від 29.08.1984 р. № 371. Охороняється ділянка цінного насадження горіха чорного штучного походження.